# Turning Point 2007
Turning Point 2007 è stata la quarta edizione dell'omonimo pay-per-view prodotto dalla Total Nonstop Action Wrestling. L'evento ha avuto luogo il 2 dicembre 2007 presso l'Impact Zone di Orlando in Florida.
In questo evento ebbe luogo il primo Feast or Fired della storia della TNA.

## Risultati
| # | Match | Stipulazioni                                                 | Durata |
| - | --- | ------------------------------------------------------------ | ------ |
| 1 | Johnny Devine ed il Team 3D (Brother Devon e Brother Ray) hanno sconfitto Jay Lethal e The Motor City Machine Guns (Alex Shelley e Chris Sabin)                                              | Tables match                                                 | 14:59  |
| 2 | Velvet-Love Entertainment (Angelina Love e Velvet Sky) hanno sconfitto ODB e Roxxi Laveaux                                                                                                   | Tag team match                                               | 06:02  |
| 3 | Eric Young ha sconfitto James Storm (con Jackie Moore) | Single match                                                 | 12:21  |
| 4 | Petey Williams, B.G. James, Senshi e Scott Steiner defeated Shark Boy, Lance Hoyt, Christopher Daniels, Elix Skipper, Homicide, Hernandez, Kip James, Jimmy Rave, Chris Harris e Sonjay Dutt | Hanno partecipato al Feast or Fired                          | 11:55  |
| 5 | Gail Kim (c) ha sconfitto Awesome Kong per squalifica | Single match per il titolo TNA Women's Knockout Championship | 08:23  |
| 6 | Abyss e Raven hanno sconfitto Rellik e Black Reign | Hardcore match of 10,000 tacks                               | 14:41  |
| 7 | Kaz e Booker T (con Sharmell) ha sconfitto Christian Cage e Robert Roode (con Ms. Brooks) | Tag team match                                               | 15:50  |
| 8 | Samoa Joe, Kevin Nash ed Eric Young hanno sconfitto The Angle Alliance (Kurt Angle, A.J. Styles e Tomko) (con Karen Angle)                                                                   | Six-man tag team match                                       | 09:31  |
|   | (c) = campione in carica al momento dell'inizio del match |                                                              |        |